# Chinguetti
Chinguetti (arabiska: شنقيط) är en stad i nordvästra Mauretanien, uppe på Adrarplatån öster om Atar. Staden hade 3 227 invånare (2013), är känd som ett religiöst centrum och var tidigare en viktig station för handeln över Sahara.
Några byggnader som kan nämnas är moskén, ett fort som tidigare användes av den franska främlingslegionen och ett högt vattentorn. I gamla kvarteren i Chinguetti finns fem koranska bibliotek.
Trots att staden ibland sägs vara islams sjunde heligaste stad finns det inga bevis för detta.
År 1996 utsågs Chinguetti tillsammans med Ouadane, Oualata och Tichitt till världsarv av Unesco.

## Galleri

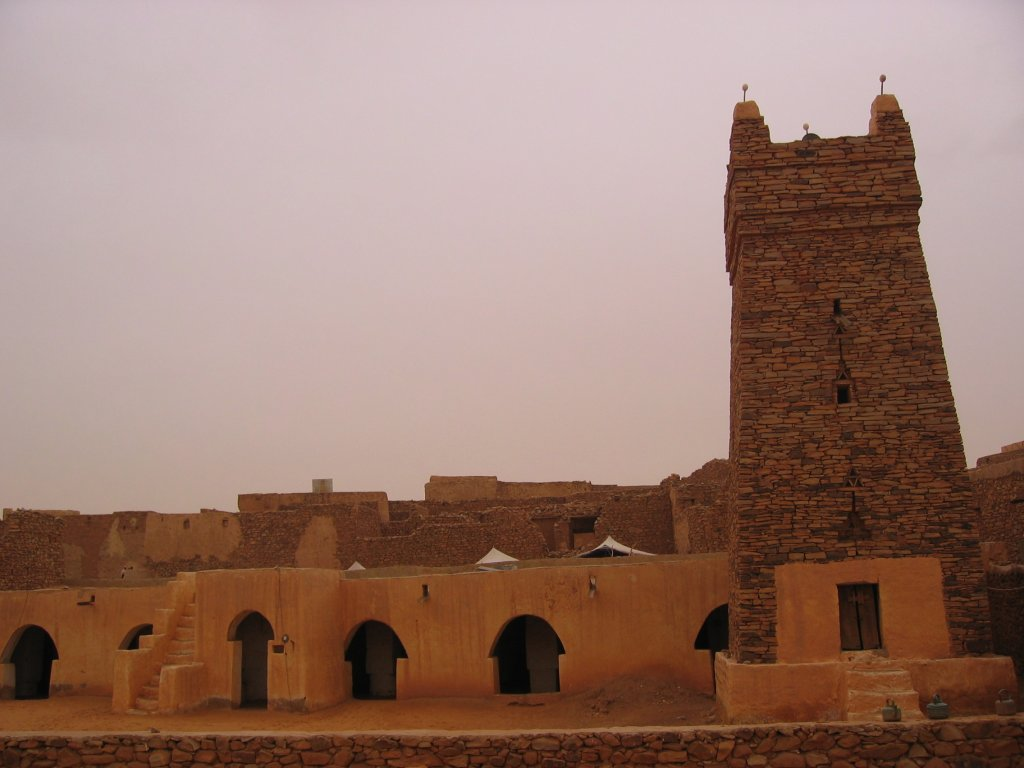
Moskén i Chinguetti.
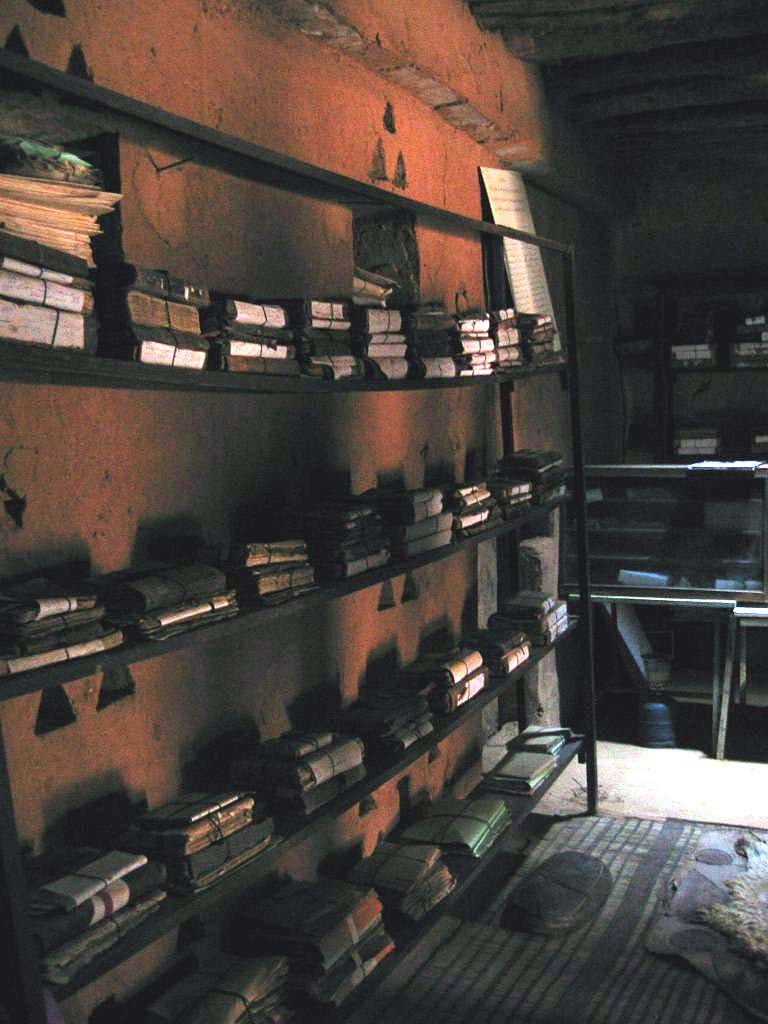
Inuti ett koranbibliotek.